# Jean Vincent
Jean Vincent (Labeuvrière, 29 novembre 1930 – Saint-Nazaire, 13 agosto 2013) è stato un allenatore di calcio e calciatore francese, di ruolo ala sinistra.

## Carriera

### Club
Jean Vincent militò tra il 1950 e il 1963 nel Lilla e nello Stade Reims (dal quale fu acquistato nel 1956), vincendo complessivamente quattro campionati francesi (tre con lo Stade de Reims) e tre Coppe di Francia.

### Nazionale
La prima convocazione arriva nel 1953 per la Qualificazione ai Mondiali 1954 in un match contro Lussemburgo. La partita finisce 8-0 per la nazionale francese, due reti vengono realizzate dallo stesso Jean. Disputa con la Francia i Mondiali 1954 e i Mondiali 1958, conquistando in questo il 3º posto iridato. Gioca con i blu fino al 1961, totalizzando quarantasei presenze e ventidue goal. È il nono miglior marcatore nella storia della nazionale francese, con una media di 0,48 reti a partita.

### Allenatore
Nel 1964 Vincent iniziò la sua carriera di allenatore allenando lo SM Caen. Dopo aver allenato la squadra svizzera di La Chaux-de-Fonds, il Bastia e il Lorient, nel 1976 fu ingaggiato dal Nantes con il quale vincerà due campionati nel 1977 e nel 1980 e una Coppa di Francia nel 1979. Nel 1982, alla fine della sua esperienza con il Nantes, fu assunto come commissario tecnico della nazionale camerunese, che parteciperà ai Mondiali del 1982 perdendo la qualificazione alla seconda fase per differenza reti. Alla fine dei mondiali fu assunto come allenatore del Rennes, squadra che Vincent allenò fino al 1984 quando fu assunto dalla squadra marocchina del Raja Casablanca. Nel 1986 fu infine assunto come commissario tecnico della nazionale tunisina, incarico che ricoprì fino al 1987.
Muore il 13 agosto 2013 all'età di 82 anni.

## Statistiche

### Cronologia presenze e reti in nazionale
| Cronologia completa delle presenze e delle reti in nazionale ― Francia | Cronologia completa delle presenze e delle reti in nazionale ― Francia | Cronologia completa delle presenze e delle reti in nazionale ― Francia | Cronologia completa delle presenze e delle reti in nazionale ― Francia | Cronologia completa delle presenze e delle reti in nazionale ― Francia | Cronologia completa delle presenze e delle reti in nazionale ― Francia | Cronologia completa delle presenze e delle reti in nazionale ― Francia | Cronologia completa delle presenze e delle reti in nazionale ― Francia |
| Data                                                                   | Città                                                                  | In casa                                                                | Risultato                                                              | Ospiti                                                                 | Competizione                                                           | Reti                                                                   | Note                                                                   |
| ---------------------------------------------------------------------- | ---------------------------------------------------------------------- | ---------------------------------------------------------------------- | ---------------------------------------------------------------------- | ---------------------------------------------------------------------- | ---------------------------------------------------------------------- | ---------------------------------------------------------------------- | ---------------------------------------------------------------------- |
| 17-12-1953                                                             | Parigi                                                                 | Francia                                                                | 8 – 0                                                                  | Lussemburgo                                                            | Qual. Mondiali 1954                                                    | 2                                                                      |                                                                        |
| 30-5-1954                                                              | Bruxelles                                                              | Belgio                                                                 | 3 – 3                                                                  | Francia                                                                | Amichevole                                                             | 1                                                                      |                                                                        |
| 16-6-1954                                                              | Losanna                                                                | Jugoslavia                                                             | 1 – 0                                                                  | Francia                                                                | Mondiali 1954 - 1º turno                                               | -                                                                      |                                                                        |
| 19-6-1954                                                              | Ginevra                                                                | Francia                                                                | 3 – 2                                                                  | Messico                                                                | Mondiali 1954 - 1º turno                                               | 1                                                                      |                                                                        |
| 9-10-1955                                                              | Basilea                                                                | Svizzera                                                               | 1 – 2                                                                  | Francia                                                                | Amichevole                                                             | -                                                                      |                                                                        |
| 24-3-1957                                                              | Lisbona                                                                | Portogallo                                                             | 0 – 1                                                                  | Francia                                                                | Amichevole                                                             | -                                                                      |                                                                        |
| 13-3-1958                                                              | Parigi                                                                 | Francia                                                                | 2 – 2                                                                  | Spagna                                                                 | Amichevole                                                             | -                                                                      |                                                                        |
| 8-6-1958                                                               | Norrköping                                                             | Francia                                                                | 7 – 3                                                                  | Paraguay                                                               | Mondiali 1958 - 1º turno                                               | 1                                                                      |                                                                        |
| 11-6-1958                                                              | Västerås                                                               | Jugoslavia                                                             | 3 – 2                                                                  | Francia                                                                | Mondiali 1958 - 1º turno                                               | -                                                                      |                                                                        |
| 15-6-1958                                                              | Örebro                                                                 | Francia                                                                | 2 – 1                                                                  | Scozia                                                                 | Mondiali 1958 - 1º turno                                               | -                                                                      |                                                                        |
| 19-6-1958                                                              | Norrköping                                                             | Francia                                                                | 4 – 0                                                                  | Irlanda del Nord                                                       | Mondiali 1958 - Quarti di finale                                       | -                                                                      |                                                                        |
| 24-6-1958                                                              | Solna                                                                  | Francia                                                                | 2 – 5                                                                  | Brasile                                                                | Mondiali 1958 - Semifinale                                             | -                                                                      |                                                                        |
| 28-6-1958                                                              | Göteborg                                                               | Germania Ovest                                                         | 3 – 6                                                                  | Francia                                                                | Mondiali 1958 - Finale 3º-4º posto                                     | -                                                                      | 3º posto                                                               |
| 16-3-1960                                                              | Parigi                                                                 | Francia                                                                | 6 – 0                                                                  | Cile                                                                   | Amichevole                                                             | 1                                                                      |                                                                        |
| 18-10-1961                                                             | Bruxelles                                                              | Belgio                                                                 | 3 – 0                                                                  | Francia                                                                | Amichevole                                                             | -                                                                      |                                                                        |
| Totale                                                                 |                                                                        | Presenze                                                               | 46                                                                     |                                                                        | Reti                                                                   | 22                                                                     |                                                                        |

## Palmarès

### Giocatore
- Campionato francese: 4

Lilla: 1953-1954
Stade Reims: 1957-1958, 1959-1960, 1961-1962
- Coppa di Francia: 3

Lilla: 1952-1953, 1954-1955
Stade Reims: 1957-1958
- Supercoppa francese: 2

Stade Reims: 1958, 1960

### Allenatore

#### Competizioni nazionali
- Campionato francese: 3

Nantes: 1972-1973, 1976-1977, 1979-1980
- Coppa di Francia: 1

Nantes: 1978-1979

#### Individuale
- Allenatore francese dell'anno: 1

1980